# カール・ライスター
カール・ライスター（Karl Leister, 1937年6月15日 - ）は、ドイツのクラリネット奏者。世界を代表するクラリネット奏者の一人である。

## 経歴
オルデンブルク州（現ニーダーザクセン州）ヴィルヘルムスハーフェンに生まれる。11歳の時、ベルリン放送交響楽団（現ベルリン・ドイツ交響楽団）のクラリネット奏者であった父から手ほどきを受けてクラリネットを始める。15歳からおよそ3年かけてベルリン音楽大学で学ぶ。19歳でベルリン・コーミッシェ・オーパー管弦楽団の首席奏者に就任し、22歳でベルリン・フィルハーモニー管弦楽団（当時の音楽監督はヘルベルト・フォン・カラヤン）の首席奏者に就任、1993年まで務めた。また1984年からサイトウ・キネン・オーケストラでも活躍している。他にも、1987年にはロンドンの王立音楽アカデミーの名誉会員および客員教授に任命され、1993年から2002年にかけてベルリン・ハンス・アイスラー音楽大学の教授を務めたりするなど、将来の音楽家たちの教育に当たっている。
ベルリン・フィル加入と同時期にソロ活動や室内楽活動も始めた。アマデウス弦楽四重奏団・ピアニストのヴィルヘルム・ケンプなど、著名な音楽家と室内楽で共演している。また、ベルリン・フィルハーモニー木管アンサンブル、ベルリン・ソロイスツ、アンサンブル・ウィーン＝ベルリンの創立者の一人でもある。
曲中の速く難しいパッセージ（旋律）においても気持ちよく響いた音を出し、それが全くぶれたりしないという点が長所とされる。また室内楽では、音楽を完璧にリードし、流れを創っていく。ライスターの演奏を人間味に欠けると評する向きもあるが、これは恐らくテクニックの完璧さの裏返しであろう。